# Erik Hammarskjöld
Erik Hjalmar Knutsson Hammarskjöld, född 6 april 1954, är en svensk diplomat.

## Biografi
Hammarskjöld gjorde värnplikten vid Tolkskolan. År 1976 tog blev han fil.kand. i filosofi vid Uppsala universitet och med.kand. vid Karolinska institutet i Stockholm 1978. Han var anställd som assistent till den internationella enhetens chef inom Svenska Röda Korset 1979 och genomförde akademiska studier i franska och spanska 1980–1985. Hammarskjöld var andre ambassadsekreterare i Mexico City 1981–1984, förste ambassadsekreterare vid Sveriges FN-representation i New York samt vid FN-delegation i Genevé 1984–1986. Därefter var han departementssekreterare vid utrikesdepartementets (UD) avdelning för utvecklingssamarbete 1986–1988 och handläggare och Röda korsets samordnare för bistånd till Afghanistan i Genevé 1988.
Hammarskjöld var kanslichef hos biståndsministern vid UD 1988, programhandläggare hos FN:s samordnare för bistånd till Afghanistan i Genevé och Kabul 1989. Han var departementssekreterare vid Sydamerikaenheten vid Utrikesdepartementets politiska avdelning 1989 och ambassadråd vid Sveriges FN-representation i New York 1991. Hammarskjöld var departementsråd och biträdande enhetschef vid UD 1996. Under 1996–1997 genomgick han managementkurser vid UD och 1999 var han filmproducent för Electra Media filmproduktion i Stockholm och Miami. Hammarskjöld blev departementsråd ansvarig för Östersjömiljarden vid UD samma år. Under juni-juli 2000 var han tillförordnad generalkonsuln i Sankt Petersburg och december 2000 till mars 2001 var han biträdande generalsekreterare vid Stockholms Internationella Forum mot intolerans. Hammarskjöld var svensk generalkonsul i Kaliningrad 2003–2006 och Sveriges miljöambassadör vid Utrikes- och miljödepartementen 2006. Hammarskjöld var ministerråd vid Sveriges ambassad i Zagreb 2012–2013, samt utgjorde förstärkning under statsbesöket i Kroatien 2013. Mellan 2014 och 2018 var Hammarskjöld Sveriges generalkonsul i Sankt Petersburg.